# Karl Reineking
Ernst Wilhelm Karl Reineking (* 5. November 1903 in Oberg, Landkreis Peine; † 2. Juni 1936 im KZ Dachau, Prittlbach Werk Dachau) war ein deutscher Staatsbeamter.

## Leben und Wirken

### Jugend und früherer Werdegang
Reineking wurde 1903 als ältestes von fünf Kindern des Hüttenarbeiters Karl Reineking (1878–1944) und der Minna Müller (1881–1944) geboren. Nach dem Besuch der Volksschule erlernte er das Formerhandwerk in der Ilseder Hütte. Mit zwanzig Jahren meldete Reineking sich zur Reichswehr: Vom 16. Februar 1923 bis 9. August 1923 war er bei der 15. Kompanie des Infanterieregiments 16 und vom 10. August 1923 bis zum 17. März 1931 bei der 5. Kompanie des Infanterieregiments 16. 1931 schied er nach einem Unfall, bei dem er einen Beinschaden erlitt (Schussverletzung im Bein), als Obergefreiter vorzeitig aus der Armee aus.
Am 28. Mai 1931 bestand Reineking die Abschlussprüfung I für Beamtenanwärter. Er erhielt eine Anstellung bei der Stadtverwaltung in Peine, wo er zunächst bei den Städtischen Licht- und Wasserwerken arbeitete, um anschließend in den Dienst des Wohlfahrtsamtes zu wechseln. Am 20. März 1933 erhielt er eine Anstellung bei der Städtischen Polizeiverwaltung, wo er bei der Kriminalpolizei Dienst tat.
Am 1. Juni 1932 trat Reineking in die SA ein. Noch im selben Monat wurde er zum SA-Scharführer und einen Monat später, am 15. Juli 1932, zum SA-Truppführer unter gleichzeitiger Ernennung zum Führer des Sturmbannes II/208 befördert. Kurz darauf, am 1. September 1932 wurde ihm der Rang eines Sturmführers zugestanden.

### Im Nationalsozialismus
Wenige Wochen nach dem Machtantritt der Nationalsozialisten im Frühjahr 1933 wurde Reineking in Handorf bei Peine mit anderen Polizisten in der Nacht vom 4. zum 5. März von vermeintlichen Reichsbannerleuten angegriffen, die das Feuer auf die Beamten eröffneten. Als die Polizisten sich wehrten, feuerte Reineking zwei Schüsse ab, von denen einer einen der „Reichsbannerleute“, traf. Dieser stellte sich als SA-Mann Wilhelm Vöste heraus. Vöste starb am 6. März 1933 an seinen Verletzungen. Über den Vorfall wurde auch in der überregionalen Presse berichtet.
Wie sich herausstellte, hatten SA-Leute sich als Reichsbanner-Angehörige verkleidet, um so einen Angriff des Reichsbanners auf die Polizei vorzutäuschen. Auf diese Weise, also durch eine inszenierte Provokationsaktion, sollte ein Vorwand zum Vorgehen gegen die lokale Reichsbannergruppe geschaffen werden. Eine polizeiliche oder staatsanwaltschaftliche Untersuchung des Falles fand seinerzeit nicht statt. Aussagen des Kriminalobersekretärs Herbert Kruse aus der Nachkriegszeit zufolge wurde dies aus politischen Gründen von oben untersagt.
Reinekings SA-Karriere machte zu dieser Zeit trotzdem einen Knick nach unten: Am 4. März 1933 wurde er gemäß einem Standartenbefehl durch den inzwischen ernannten Führer des SA-Sturmbannes II/208 seiner Stellung als Sturmführer enthoben und am 27. Juni 1933 durch die SA-Untergruppe Braunschweig aus der SA ausgeschlossen. In einer Beurteilung der Standarte 208 wurde er als unzuverlässig und gewissenlos bezeichnet.
Im Mai 1933 erhielt Reineking eine Anstellung im Mittleren Justizdienst als Amtsschreiber beim Amtsgericht in Berlin-Moabit. Zur selben Zeit begann er, seine Rehabilitierung bei der SA zu betreiben.
Indizien belegen, dass ihm dabei, spätestens ab Oktober 1933, gute Beziehungen zu hohen SA-Führern zustattenkamen: So hat ein Schreiben von Karl Ernst an die Oberste SA-Führung vom Oktober 1933 überdauert, in dem Ernst sich für ihn mit der Begründung verwendet, „dass Reineking der SA einen unerhörten Dienst erwiesen“ habe. Bestätigung findet diese Information in einem Schreiben des Vorsitzenden der Gaugerichtskammer II, Schomerus, in dem dieser den damaligen Reichsminister Hanns Kerrl darauf hinwies, dass Reineking angegeben habe, der Obersten SA-Führung „ungewöhnlich große Dienste“ geleistet zu haben.
Dank der Unterstützung Ernsts wurde Reineking, wahrscheinlich im Oktober 1933, wieder in die SA aufgenommen. Am 7. Dezember 1933 wurde er in den Rang eines SA-Sturmführers eingesetzt.
Die anhaltend guten Beziehungen zur SA dokumentiert auch der Umstand, dass an Reinekings Hochzeitsfeier mit der Bauerntochter Betty Voigt, die am 27. Februar 1934 in Brunne in Neuruppin stattfand, Karl Ernst und der spätere Reichskriminaldirektor Arthur Nebe als Gäste teilnahmen. Aus Reinekings Ehe ging der Sohn Detlef (* 15. Januar 1936) hervor. Hinzu kam ein unehelicher Sohn, Gerhard Möller (* 7. Juli 1927), der aus einer früheren Beziehung stammte.
Am 1. November 1933 wurde Reineking auf Vermittlung von Karl Ernst als Kriminalbeamter ins Geheime Staatspolizeiamt aufgenommen. Am 30. Juni 1934 war Reineking an den Verhaftungen im Rahmen der als Röhm-Putsch bekannt gewordenen politischen Säuberungswelle der Nationalsozialisten beteiligt. Ende 1934 wurde er zur Kriminalpolizei nach Königsberg versetzt.

### Reichstagsbrand und Tod
Für die Zeit vom Februar 1933 wurde Reineking nach dem Zweiten Weltkrieg durch die Lebenserinnerungen des Gestapo-Beamten Hans Bernd Gisevius mit dem Reichstagsbrand in Verbindung gebracht. Später wurde diese Behauptung insbesondere von dem Forscherkreis um Walther Hofer und Edouard Calic als Beleg für ihre These einer Verwicklung der SA in den Reichstagsbrand aufgegriffen. Im Einzelnen wurde Reineking durch Gisevius zugeschrieben, er habe im Oktober 1933 in seiner Eigenschaft als Amtsschreiber beim Gericht in Moabit einen Untersuchungshäftling namens Adolf Rall, einen ehemaligen SA-Mann kennengelernt, der bei einer Vernehmung die Reineking protokollierte, behauptet habe, als SA-Angehöriger an der Inbrandsetzung des Reichstagsgebäudes beteiligt gewesen zu sein. Anschließend habe Reineking diese Information der SA-Führung zugespielt und auf diese Weise Karl Ernst kennengelernt. In der Forschung wird mehrheitlich angenommen, dass die Behauptungen Ralls unzutreffend waren und von diesem nur in der Hoffnung aufgestellt wurden, durch diese Behauptung, deren Bekanntwerden für die offiziellen Stellen eine höchst missliebige Beschuldigung bedeutet hätte, Druck auf die Behörden auszuüben und so seine Freilassung zu erzwingen. Stattdessen wurde Rall jedoch in der Haft ermordet, wahrscheinlich um ihn zu hindern weitere beschämende Behauptungen aufzustellen. Einige Forscher schlussfolgern, dass die Informierung über die wahrscheinlich falschen aber trotzdem kompromittierenden Behauptungen Ralls, der in dem Brief Ernsts erwähnte „unerhörte Dienst“ war, den Reineking der SA-Führung erwiesen haben soll. Gisevius zufolge wurde Rall schließlich von einem vierköpfigen SA-Kommando, zu dem auch Reineking gehört haben soll, im Berliner Polizeipräsidium übernommen und in einem Waldstück außerhalb von Berlin durch Erwürgen zu Tode gebracht.
Reinekings Bruder Kurt sagte in den 1960er Jahren aus, sein Bruder habe ihm 1935 erzählt, er, Karl Reineking, habe als Angestellter beim Kriminalgericht Berlin-Moabit Unterlagen über den Reichstagsbrandprozess für sich behalten, anstatt sie weiterzuleiten beziehungsweise zu vernichten. Verfolgungen durch Reinhard Heydrich, denen er deswegen angeblich ausgesetzt war, soll er mit der Drohung begegnet sein, dass diese Unterlagen beziehungsweise ihr Inhalt veröffentlicht würden, wenn ihm etwas zustoßen sollte. Der Bruder gab ferner an, dass er gehört habe, dass im Keller Reineking unter Kohlen versteckt bei einer Hausdurchsuchung irgendwelche Unterlagen gefunden worden sein sollen.
Anfang 1936 wurde Reineking verhaftet, während er sich zur Erholung auf dem pommerschen Gut des Gesandten Vicco von Bülow-Schwante aufhielt.
Am 27. Januar 1936 wurde Reineking durch die Strafkammer beim Landgericht Berlin zu sechs Monaten Gefängnis wegen Beleidigung verurteilt (Az. 1 Sond KM 693/35). Hintergrund waren abfällige Äußerungen über den Minister Hanns Kerrl, mit dem er seit langem verfeindet war. In der Öffentlichkeit wurde der Fall weitgehend totgeschwiegen. Lediglich in der Neuen Peiner Zeitung erschien am 31. Januar 1936 eine kurze Notiz die über den Vorgang berichtete.
Nach einem kurzen Aufenthalt im KZ Columbia in Berlin wurde er in das KZ Dachau überführt. In Dachau kam Reineking am 2. Juni 1936 ums Leben. Offiziell beurkundet wurde sein Tod beim Standesamt Prittlbach (Nr. 5/1936). Den Angehörigen wurde mitgeteilt, dass er durch Erhängen Suizid begangen habe.
In der Literatur wird zumeist angenommen, dass Reineking auf Befehl der SS-/Gestapoführung in Dachau umgebracht und sein Tod als Suizid getarnt wurde. Als Motive, weshalb man seine Ermordung veranlasst haben könnte, werden zumeist Reinekings Wissen um die Hintergründe des Reichstagsbrandes und die Affäre Rall (und gegebenenfalls die versuchte Beiseiteschaffung von Beweismaterial zu diesen Angelegenheiten) angeführt. Zudem wird geltend gemacht, dass er an den Verhaftungen während der Röhm-Affäre mitgewirkt hatte und auch als Mitwisser um diese Angelegenheit beseitigt werden sollte. So berichtete der Gestapo-Kommissar Lothar Wandel in einer Aussage vom 16. Oktober 1950, dass er von seinem Kollegen Christian Brüder Scholz erfahren habe, „dass diejenigen der bei der Aktion des 30. Juni [1934] beteiligten Gestapo-Beamten, die als nicht zuverlässig oder verschwiegen galten, [...] kurze Zeit danach auf Umwegen über auswärtige Kommandos ins Konzentrationslager Dachau kommandiert und dort kurzerhand erschossen wurden.“
Reineking wurde auf dem Lagerfriedhof beigesetzt und 1937, nach der Auflösung dieses Friedhofes, wurde eine Urne mit seiner angeblichen Asche an seine Angehörigen geschickt. Diese wurde am 11. Oktober 1937 auf dem evangelischen Friedhof in Peine beigesetzt.